# オンライン飲み会
オンライン飲み会（オンラインのみかい）は、インターネットを通じパソコンやスマートフォン、タブレットを活用し、ビデオチャット形式で行われる飲み会である。リモート飲み会などと呼ばれることもある。
本来の飲み会は居酒屋などといった飲食店で開催されることが主流であるが、オンライン飲み会は自宅などインターネット環境が整っている場所でそれぞれがオンラインを通じて開催される。新型コロナウイルス感染症の流行を背景に増加した。

## 普及
日本をはじめとし世界各地で新型コロナウイルス感染症の流行に基づくロックダウンの施行や不要不急の外出の自粛、テレワークや在宅勤務などの影響で若年層を中心に急速に普及、活発化した。企業では社員同士の親睦を図るためオンラインイベントを開催する例もある。
日本では「オンライン飲み会」の普及が話題になったが、欧米ではむしろ同僚や取引先との「バーチャルコーヒー」の普及が話題になった。日本ではアサヒビールは2020年4月から5月にかけて1000人が参加できるオンライン飲み会"いいかも！オンライン飲み ASAHI SUPER DRY VIRTUAL BAR"を4回にわたり開催した。

## ツール
オンライン飲み会を開催できるツールは複数ある。例としてオンラインミーティングツールのZoomや、LINEのビデオ通話、Facebook Messenger、Skype、Googleハングアウトなどが挙げられる。みんのみなどといったオンライン飲み会に特化したサービスも存在する。一度に参加できる人数や制限時間、機能、画質、音質などがツールによってそれぞれ異なる。

## メリット・デメリット
オンライン飲み会は、ネット環境やアプリケーションを完備し、事前にアルコールなどの飲料やおつまみといった食べ物を準備すれば気軽に開催できる。新型コロナウイルスの集団感染防止として掲げられた3つの密を避けることも可能である。その他メリットとしてはお酒を飲めない人も楽しめる事やお酒の臭いが気にならない、自分のペースで自分の好きな飲み物を飲める、途中参加や退出が自由、他人の分を注文しなくていい、費用が安い、費用が公平、遠方の人ともつながれる、移動費がかからない、帰宅時間を気にしなくていい事などが挙げられる。
その反面、食べ物を授受できない、自室を片付けなければならない、自宅が前提なので普通の飲み会より誘いを断りにくい、居酒屋の様な席時間がない為終わりが曖昧などといったデメリットも挙げられる。Lip Popが10代から50代の男女に調査をした結果、約7割の人が参加したくないと回答している。この調査でおつまみやお酒の購入などの飲み会のための準備が面倒くさい、終電などで抜けられないため長くなる、会社のオンライン飲み会の場合は家にいてまでわざわざ会社の人と飲みたくないといった意見が挙げられた。また、オンライン飲み会に使用されるZoomなどといったツールはシステムの都合上二人以上が同時に声を発すると声が干渉してしまい全く聴き取れなくなるという問題が発生し、普通の飲み会と違い一人が話していることを他の人が全員聞くという構図になりやすい。
英国放送協会（BBC）は、対面よりも集中力が必要で相手の意図を読み取るのにエネルギーを要するとの分析を報じた。

## 課題
新型コロナウイルス感染症の流行の影響でオンライン飲み会が活発に行われている一方で、居酒屋などの飲食店の売上が激減している。
仏依存症協会のナタリー・ラトゥールは、オンライン飲み会の増加について、アルコール依存症につながるパターンを避けることが必要と述べている。

## フィクション
漫画『こちら葛飾区亀有公園前派出所』の1988年に描かれた「テレビでこんにちは!の巻」（単行本59巻収録）で、主人公の両津勘吉がアルバイトとして同窓会を開催するために各地にいる参加者をカメラ付きテレビと電話回線を通して集合させたシーンがオンライン飲み会を予見していたと注目された。